# アレクシ・ロナルド・ティビディ
アレクシ・ロナルド・ティビディ（フランス語: Alexis Ronaldo Tibidi、2003年11月3日 - ）は、フランスとカメルーンのサッカー選手。ポジションはFW。

## クラブ歴
ESAブリーヴ、トゥールーズFCの下部組織を経て、2021年7月19日にVfBシュトゥットガルトとプロ契約を締結した。同年11月20日にブンデスリーガでプロ初出場を記録した。
2022年7月11日にSCラインドルフ・アルタッハに期限付き移籍した。
2023年1月28日にトロワACに4年半契約で完全移籍。同年夏にNECナイメヘンに期限付き移籍した。

## 代表歴
年代別代表ではフランス代表として出場しており、2023 FIFA U-20ワールドカップに参加した。

## 私生活
父のアレクシ・フラヴィアン・ティビディもカメルーン代表のサッカー選手であり、彼自身も両国籍を取得している。
2017年にフランスの空手選手権で優勝した経歴も持っている。